# Vrlika (reka)
Vrljika,  reka ponikalnica v Dalmaciji.
Vrljika izvira v severnem delu delu Imotskega polja, dolga je 20 km, njeno porečje meri 365 km². Teče proti jugovzhodu in ponikne v jezeru Nuge. Njen pretok se močno spreminja in doseže vrednosti od najnižjega 2 m³/s do najvišjega 130 m³/s. Pri najvišjem pretoku tudi poplavlja.